# Куріпка червонодзьоба
Курі́пка червонодзьоба (Arborophila rubrirostris) — вид куроподібних птахів родини фазанових (Phasianidae). Ендемік Індонезії.

## Поширення і екологія
Червонодзьобі куріпки мешкають на заході Суматри, в горах Басіран. Вони живуть у вологих гірських і рівнинних тропічних лісах і чагарникових заростях. Зустрічаються на висоті від 900 до 2500 м над рівнем моря.